# Булянда Олександр Олексійович
Олекса́ндр Олексі́йович Буля́нда (3 червня 1937, Новгородське — 10 травня 2006) — народний депутат України 1-го скликання. Депутат Верховної Ради УРСР 11-го скликання. Кандидат економічних наук.

## Біографія

Могила Олександра Булянди

Народився 3 червня 1937 року, в селищі Новгородське Донецької області, УРСР в сім'ї робітників. Українець, освіта вища, інженер-металург, закінчив Донецький політехнічний інститут і Академію суспільних наук при ЦК КПРС. Одружений, мав дитину.
З 1955 — студент Донецького політехнічного інституту.
З 1960 — помічник майстра, майстер, начальник дільниці, начальник прокатного цеху, секретар парткому Донецького металургійного заводу імені Леніна.
З 1978 по 8 квітня 1982 року — завідувач відділу важкої промисловості Донецького обласного комітету КПУ. 
З 1981 — головний інженер — заступник директора Ждановського заводу «Азовсталь».
З 1984 — перший секретар Ждановського міського комітету КПУ Донецької області. 
З 1985 — генеральний директор Ждановського металургійного комбінату «Азовсталь» ім. С. Орджонікідзе.
Член КПРС, член МК та ОК КПУ; депутат міської, обласної та Верховної Ради УРСР XI скликання. 4 березня 1990 року обраний народним депутатом України 1-го скликання, 1-й тур, 52.05 % голосів, 5 претендентів. До груп, фракцій не входив.
- Донецька область
- Маріупольський-Орджонікідзевський виборчий округ № 137
- Дата прийняття депутатських повноважень: 15 травня 1990 року.
- Дата припинення депутатських повноважень: 10 травня 1994 року.

Член Комісії ВР України з питань економічної реформи і управління народним господарством.
Працював генеральним директором Маріупольського металургійного комбінату «Азовсталь» ім. С. Орджонікідзе до 11.1998.
Помер 10 травня 2006 року. Похований на Новому старокримському кладовищі навпроти Храму Всіх Святих у селищі Старий Крим.

## Нагороди, звання, пам'ять
Нагороджений двома орденами «Знак Пошани», Трудового Червоного Прапора, двома медалями, присвоєно почесне звання «Заслужений металург України», лауреат Державної премії СРСР за роботу в галузі металургії.
Академік Академії інженерних наук України. 24 вересня 1998 року Олександру Булянді присвоєно звання Почесний громадянин Маріуполя.